# Thibaut du Bec
Thibaut du Bec ou Theobald du Bec, en latin Theobaldus, (vers 1090 – 18 avril 1161), est le 5e abbé du Bec et archevêque de Cantorbéry de 1139 à sa mort en 1161. Il est d'origine normande par la naissance et avant d'être archevêque de Cantorbéry, il est prieur, puis abbé, de l'abbaye Notre-Dame-du-Bec en Normandie (d'où son nom). Cependant, sa date de naissance exacte reste inconnue. Il est choisi, lors d'un concile, en décembre 1138 par le roi Étienne d'Angleterre pour occuper la charge d'archevêque de Cantorbéry sous le pontificat du pape Eugène III. C'est pendant cette période, en 1148, que la question de la primauté sur la hiérarchie du Pays de Galles est tranchée. Thibaut du Bec doit aussi affronter Henri de Blois, évêque de Winchester qui conteste son autorité.
Lors de la Guerre civile anglaise (dite l'Anarchie), qui dure pratiquement tout le règne d'Étienne d'Angleterre (1135-1154), Thibaut du Bec refuse de couronner le fils du roi, Eustache IV de Boulogne, et, après la mort de ce dernier en 1153, Étienne d'Angleterre doit reconnaître son rival Henri d'Anjou comme son héritier. Il nomme Thibaut du Bec pour assurer la régence du royaume après sa mort.
Thibaut du Bec est également décrit dans les archives comme le patron de son successeur Thomas Becket. Un certain nombre d'autres futurs évêques et archevêques sont promus par lui, y compris Roger de Pont L'Évêque, Jean Belles-mains, John de Pageham, Barthélemy d'Exeter, Guillaume de Vere, et Guillaume de Northall.

## Biographie

### Sa jeunesse
Thibaut paraît naître à Thierville (Eure, aux environs du Bec-Hellouin, dans la vallée de la Risle même s'il est possible que ce soit Tierceville. Il a la réputation d'être issu d'un milieu social aisé, comparable à celui d'Herluin, le fondateur de l'abbaye Notre-Dame du Bec. Bien que l'on connaisse son lieu de naissance, sa date exacte reste inconnue. Le seul indice dont on dispose sur son âge, c'est, qu'à sa mort en 1161, il est déjà considéré comme un vieil homme par ses contemporains,. Aussi, est-il probablement né vers 1090. Son père aurait été un chevalier, mais aucun document contemporain ne cite son nom,. Il a plusieurs frères, dont Gautier qui devient archidiacre de Cantorbéry,, puis évêque de Rochester (1148-1182). Il est peut-être un parent éloigné de son successeur comme archevêque, Thomas Becket, car la famille de Becket est originaire du même domaine de Normandie.
Thibaut devient moine bénédictin à l'abbaye Notre-Dame du Bec en Normandie durant l'abbatiat de Guillaume de Montfort-sur-Risle (1093-1124). Cela laisse un large éventail de dates d'entrée possibles. Néanmoins, on sait que Thibaut est le 266e moine admis par cet abbé sur 346. L'historien Avrom Saltman a suggéré que, si les admissions étaient régulières au cours du temps, Thibaut serait devenu moine vers 1117. Toutefois, Saltman pense que 1117 « semble être un peu tardif ».

### Sa vie à l'abbaye Notre-Dame du Bec

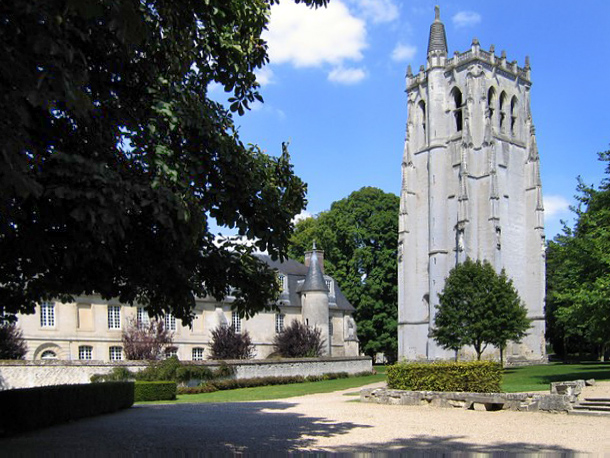
Les ruines de l'abbaye Notre-Dame du Bec, Eure en 2005

D'après son biographe, Thibaut passe plusieurs années cloîtré. Prieur de l'abbaye durant dix ans, depuis environ 1126, Thibaut est élu abbé de l'abbaye Notre-Dame-du-Bec en juin 1136, à la mort de Boson, le successeur de Guillaume Ier de Monfort-sur-Risle. L'archevêque de Rouen, Hugues III d'Amiens, n'ayant pas été consulté, menace d'annuler l'élection en raison de l'attitude des moines,. Ouen, évêque d'Évreux, frère de Thurstan, l'archevêque d'York, intercède auprès d'Hugues d'Amiens, qui finit par consentir à ratifier l'élection. Un autre problème se pose lorsque ce dernier exige un serment d'obéissance canonique de la part de Thibaut, que celui-ci refuse. Aucun des abbés précédents n'avait fait une telle profession, et Thibaut maintient son refus pendant 14 mois avant qu'un compromis ne soit trouvé par l'intercession de Pierre le Vénérable, abbé de Cluny, Thibaut se contentant alors de donner à Hugues d'Amiens une profession verbale.
Aucun document ne permet de connaître le rôle de Thibaut en tant qu'abbé du Bec et il n'y a aucune information sur l'administration du monastère. On sait seulement que 47 moines ont été admis à l'abbaye du Bec pendant qu'il en assurait la charge. Thibaut a voyagé en Angleterre pour les affaires de son abbaye au moins une fois au cours de son abbatiat, afin de surveiller les terres et les biens du monastère qui s'y trouvaient. Ce voyage a eu lieu peu avant son élection en tant qu'archevêque de Cantorbéry en 1138. Il semble ne pas avoir été très présent à son abbaye.

### Sa nomination au siège de Cantorbéry
Le roi Étienne d'Angleterre choisit Thibaut du Bec en 1138 comme archevêque de Cantorbéry, lui donnant la préférence sur son propre frère Henri de Blois, évêque de Winchester, qui avait pourtant permis à Étienne d'Angleterre d'obtenir le trône du royaume. Le roi craignait que la nomination d'Henri de Blois en tant qu'archevêque n'engendre sa montée en puissance capable de s'opposer à la sienne propre. L'élection par un concile eut lieu le 24 décembre 1138. Le roi ainsi que le légat du pape, Albéric d'Ostie, étaient présents, ainsi qu'un petit groupe de barons et d'évêques. Henri lui-même était cependant absent. La plupart des historiens estiment qu'Étienne d'Angleterre a choisi le jour de l'élection en fonction d'une absence de son frère Henri. Ce dernier a estimé que Thibaut avait été élu, non seulement à cause de la préférence royale, mais aussi parce que Galéran IV de Meulan avait été choisi comme patron du Bec. Il était donc tentant pour le roi de mettre un homme à lui à l'un des postes les plus influents du royaume. Galéran et son frère jumeau Robert, comte de Leicester, étaient les principaux rivaux d'Henri auprès d'Étienne. Bien que Thibaut soit pieux et instruit, il venait tout juste d'être élu abbé l'année précédente et son élection a probablement été justifiée non seulement par sa personne, mais aussi par la réputation de son monastère, qui avait déjà produit deux archevêques de Cantorbéry : Lanfranc et Anselme. Thibaut n'avait pas de liens familiaux influents qui auraient pu faire avancer sa carrière. Il a certainement eu de nombreux appuis du fait de ses capacités propres.

### Ses premières années d'archevêque
Thibaut du Bec est consacré archevêque le 8 janvier 1139 par le légat, Albéric d'Ostie. Il se rendit à Rome pour son pallium et participa au deuxième Concile du Latran. Comme archevêque, son comportement fut modéré en comparaison de l'attitude de son principal rival, Henri de Blois, nommé légat pontifical le 1er mars 1139, ce qui signifie que Henri avait maintenant le pouvoir de convoquer le conseil de l'église d'Angleterre et avait une puissance égale ou supérieure à celle de Thibaut du Bec. Ce dernier avait juré fidélité à Étienne d'Angleterre dès son élection au siège de Cantorbéry, en reconnaissant ce dernier comme le roi d'Angleterre.
Peu de temps après son élection, Thibaut du Bec choisit son frère Guillaume comme archidiacre de Cantorbéry, et en 1148 promu Guillaume évêque de Rochester. Il assista également au concile tenu par Étienne d'Angleterre en juin 1139 et auquel furent accusés de conspiration Roger, évêque de Salisbury, et ses neveux Néel, évêque d'Ely, et Alexandre, évêque de Lincoln qui furent privés de leurs châteaux. Selon la plupart des historiens, Thibaut du Bec a pris peu de part à la controverse qui a suivi le conseil, qui prit fin avec la mort de Roger de Salisbury en 1139 et le retour en faveur de Néel et Alexandre. Récemment, cependant, ce point de vue a été contesté par deux historiens, qui prétendent que Thibaut du Bec a pris un rôle plus actif dans le conseil. Ils se basent sur une Vita (La Vie mystique au XIIe siècle de Christina Markyate ), qui raconte les événements et donne un rôle plus central à Thibaut du Bec.

### La guerre civile anglaise
Les actes de Thibaut les années suivantes doivent être considérés à la lumière de l'histoire de l'ascension du roi Étienne d'Angleterre sur le trône. Après la mort du roi Henri Beauclerc (dénommé aussi Henri Ier d'Angleterre) en 1135, sa succession fut disputée entre son petit-fils Henri II, fils légitime de Mathilde l'Emperesse (ainsi dénommée à cause de son premier mariage avec Henri V, empereur du Saint-Empire romain germanique et remariée après la mort de ce dernier en 1120 avec Geoffroy, comte d'Anjou), son frère aîné, Thibaud II de Champagne et son neveu Étienne de Blois.
Tous les grands d'Angleterre et de Normandie étaient tenus de déclarer allégeance à Mathilde l'Emperesse et son fils Henri II, mais quand Henri Ier mourut en 1135, Étienne de Blois se précipita en Angleterre et se fit couronner (il fut connu ensuite sous le nom d'Étienne d'Angleterre) avant que Mathilde l'Emperesse ou Thibaut du Bec n'aient le temps de réagir. Les barons normands acceptèrent de le reconnaître comme duc de Normandie, et, de France, Thibaut du Bec ne s'opposa pas, se contentant en échange des possessions d'Étienne de Blois en France. Mais Mathilde l'Emperesse obtint l'appui du roi d'Écosse, David, qui était son oncle maternel, et en 1138 également le soutien de son demi-frère, Robert, comte de Gloucester, fils illégitime de Henri I d'Angleterre. Thibaut du Bec, bien qu'ayant juré fidélité à Étienne d'Angleterre, ne semble pas en avoir été un partisan actif, ni avoir estimé que son serment de fidélité l'obligeait à reconnaître les revendications au trône des enfants d'Étienne d'Angleterre.
Pendant cette guerre civile anglaise (1135-1154), lors de la bataille de Lincoln en 1141, Étienne d'Angleterre se retrouve en captivité à Bristol ; Thibaut du Bec n'assure pas aussitôt de sa fidélité la fille d'Henri Ier, Mathilde l'Emperesse, affirmant qu'il avait besoin de parler à Étienne d'Angleterre avant de passer son serment de fidélité. Après s'être concerté avec ce dernier, il finit par accepter, et rejoignit alors Henri de Blois, qui avait changé de camp, à Winchester en avril pour une réunion présidée par le légat tenue à Winchester afin de déposer Étienne et de donner la couronne en tant que reine à Mathilde l'Emperesse. Toutefois, le faible nombre des présents à ladite réunion fit que cette décision fut contestée et l'un des principaux partisans de Mathilde, son demi-frère Robert de Gloucester, fut capturé par les partisans d'Étienne.
Thibaut du Bec eut un rôle prépondérant dans les négociations qui permirent d'échanger Robert de Gloucester et Étienne d'Angleterre, en novembre 1141. Henri de Blois, après avoir changé de camp à nouveau, tint un autre conseil de légat à Westminster, qui reconnut à nouveau comme roi Étienne d'Angleterre. Thibaut du Bec couronna solennellement Étienne comme roi à Cantorbéry aux environs de Noël 1141.
Mathilde l'Emperesse resta en Angleterre jusqu'en 1148, et les troubles atteignirent leur maximum entre 1142 et 1148 en Angleterre, mais elle ne fut jamais en mesure d'obtenir assez de puissance pour lui permettre d'être couronnée. Étienne d'Angleterre n'était pas non plus en mesure de vaincre de façon décisive les soutiens de Mathilde, si bien que les luttes entre les deux camps rivaux continuèrent. Toutefois, pendant que Mathilde était en Angleterre, son mari Geoffroy V d'Anjou fit la conquête de la Normandie, devenant duc de Normandie en 1144.

### Les difficultés avec Henri de Blois
Thibaut connut des difficultés en raison de la position d'Henri de Blois, évêque de Winchester, son évêque suffragant en tant que légat du pape. Henri de Blois a appuyé la nomination, à laquelle s'opposa Thibaut du Bec, de Guillaume FitzHerbert comme archevêque d'York en 1141. Thibaut du Bec ne joua toutefois qu'un faible rôle dans les litiges qui aboutirent à la déposition de FitzHerbert et son remplacement à York par Henry Murdac .
Mais en septembre 1143, les pouvoirs de légat d'Henri de Blois deviennent caducs en raison du décès du pape Innocent II , qui avait fait la nomination de légat. Le nouveau pape Célestin II, élu le 26 septembre 1143 était opposé à Étienne d'Angleterre et n'était donc pas favorable à son frère Henri de Blois. Désireux d'obtenir sa nomination comme légat, Thibaut du Bec se rendit alors à Rome en décembre 1143, mais y arriva peu avant la mort de Célestin II le 8 mars 1144. Thibaut du Bec était probablement accompagné par Néel, évêque d'Ely et par Roger Clinton, évêque de Coventry. Avant sa mort, Célestin II interdit à Thibaut « de permettre tout changement dans la position de la couronne d'Angleterre », reconnaissant donc Étienne d'Angleterre comme roi de ce pays. Cet épisode prouve qu'à cette époque Thibaut du Bec n'en était pas partisan.
Après la mort de Célestin II, Thibaut du Bec retourne en Angleterre, s'arrêtant en chemin à l'abbaye de Saint-Denis près de Paris pour rencontrer l'abbé Suger et consacrer l'église abbatiale reconstruite récemment. Thibaut du Bec fut le seul évêque français présent lors de la cérémonie, et participa à la consécration des autels. Pendant ce temps, Henri de Blois était arrivé à Rome, et commença à négocier avec le nouveau pape Lucius II l'élévation de l'évêché de Winchester en archevêché. Il semble que Lucius II ait envoyé en Angleterre un légat, le cardinal Icmar, évêque de Tusculum, pour mener à bien ce projet, mais Lucius II mourut avant que la décision ne fut prise.

### Les différends avec Étienne d'Angleterre

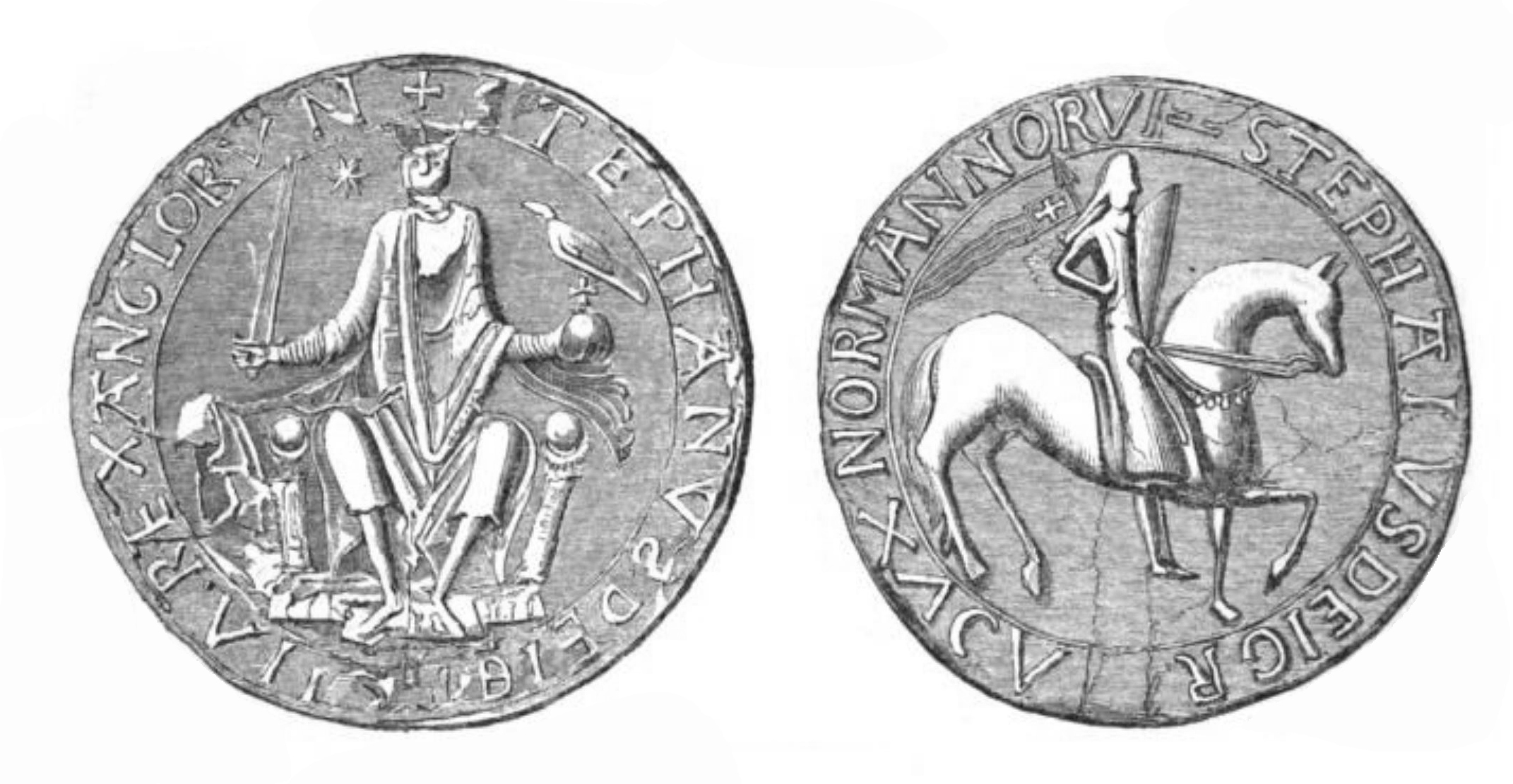
Les deux côtés du sceau du roi Étienne d'Angleterre, à partir d'une gravure réalisée en 1846

Thibaut du Bec se rendit à nouveau à Paris en mai 1147 pour rencontrer le nouveau pape, le pape Eugène III. Les relations à cette époque entre Thibaut du Bec et Étienne d'Angleterre semblent avoir été bonnes, mais quand Eugène III convoque les évêques anglais au concile de Reims qui commence le 22 mars 1148, le roi désigne seulement trois évêques, ceux de Chichester, Hereford et Norwich pour y assister et refuse aux autres évêques anglais et expressément à Thibaut du Bec la permission de le faire. Thibaut du Bec défie alors le roi et s'y rend, se faufilant clandestinement dans un bateau de pêche, sans doute accompagné par Gilbert Foliot, qui est connu pour avoir participé avec Thibaut du Bec au concile. Thibaut avait de nombreuses raisons d'y aller sans la permission du roi, les principales étant l'obligation d'obéir au pape qui avait ordonné sa présence, et surtout de mettre en garde le pape contre Henry Murdac, récemment choisi comme archevêque d'York, et connu pour être proche d'Eugène III qui était comme lui un moine cistercien.
Pendant le concile, la mort de Béthune, évêque de Hereford, permet à Thibaut du Bec de favoriser la nomination d'Eugène Foliot comme nouvel évêque de Hereford et Thibaut le consacre évêque en septembre 1147, peu après la fin du concile de Reims. Les évêques anglais n'ayant pas participé au concile sont suspendus quelque temps de leurs fonctions par Thibaut du Bec, mais selon le chroniqueur Gervase de Cantorbéry, le 11 novembre 1148 Thibaut du Bec accorde son pardon aux évêques d'Exeter, Worcester et Bath, seuls les évêques de Winchester, Durham, Worcester, Bath et Exeter étaient encore suspendus. Gervase énumère également Hilaire de Chichester comme étant un des évêques pardonnés par Thibaut du Bec à cette date, mais Hilaire ayant assisté au concile de Reims, c'est probablement une erreur.
Le roi Étienne d'Angleterre était en colère contre l'attitude de Thibaut du Bec et persuadé que ce dernier avait demandé au pape Eugène III de l'excommunier. Thibaut du Bec demande alors au pape de permettre au roi de faire amende honorable de son comportement, mais Étienne d'Angleterre, ne croyant guère à l'intercession de Thibaut du Bec, confisque ses biens et bannit l'archevêque. Dans un premier temps, Thibaut du Bec part en exil à Saint-Omer, puis retourna en Angleterre, séjournant à Framlingham, où vivait Hugh Bigod, un partisan de Mathilde l'Emperesse. La présence de Thibaut du Bec en Angleterre est une menace pour le pouvoir du roi Étienne d'Angleterre.
Henri de Blois avait perdu sa légation quand Célestin II était devenu pape, mais ce n'est que vers 1150 que Thibaut du Bec fut nommé légat d'Angleterre par le pape Eugène III, peut-être en raison des exhortations de Bernard de Clairvaux et le resta jusqu'à sa propre mort en 1161. En 1151 Thibaut du Bec tint un concile de légat à Londres auquel le roi ainsi que son fils aîné Eustache et des membres de la noblesse assistèrent. Le concile décréta huit canons, dont celui condamnant le pillage des biens de l'Église et l'imposition de prélèvements financiers sur le clergé. Un autre canon du même concile décida que les évêques ne poursuivraient plus les personnes portant atteinte aux biens d'église devant les tribunaux royaux, mais désormais devant les tribunaux ecclésiastiques.
L'année suivante, en 1152, Thibaut du Bec refusa de couronner Eustache IV de Boulogne, le fils aîné d'Étienne d'Angleterre, et fut à nouveau exilé par le roi. Étienne d'Angleterre tentait d'assurer la succession pour son fils en imitant la dynastie capétienne de la France qui, souvent, pratiquait le couronnement du prétendant au trône du vivant de son père. Bien que Thibaut du Bec ait invoqué la consigne de l'ancien pape Célestin II pour justifier son refus de couronner Eustache, il est plus probable que Thibaut et les évêques aient voulu ne pas prolonger la guerre civile. Parti en exil en Flandre en avril 1152, Thibaut du Bec conclut une trêve avec le roi en août.
En janvier 1153 Henri d'Anjou, fils de Mathilde l'Emperesse, envahit l'Angleterre, poursuivant ses prétentions d'accéder au trône d'Angleterre, et après la mort de son fils Eustache IV de Boulogne en août 1153, Étienne d'Angleterre renonça à la lutte. Thibaut du Bec joua un rôle dans les négociations entre Henri d'Anjou et Étienne d'Angleterre, qui aboutirent au traité de Wallingford, assurant à Henry d'Anjou la succession au trône sous le nom d'Henri II d'Angleterre, connu aussi sous le nom d'Henri II Plantagenêt. Thibaut du Bec était également présent lorsque Henri d'Anjou rencontra Guillaume de Boulogne, second fils d'Étienne d'Angleterre et logique prétendant au trône depuis la mort d'Eustache IV de Boulogne, son frère aîné, afin que lui soit confirmé la possession du titre de comte de Surrey et que lui soit confirmé ses biens acquis par héritage, tant en Angleterre qu'en Normandie. Le pape Eugène III contraignit Étienne d'Angleterre à annuler sa sentence de bannissement, et Thibaut du Bec put rejoindre à nouveau son siège d'archevêque de Cantorbéry. Les deux hommes, Henri de Blois et Thibaut du Bec, qui avaient eu jusqu'ici bien du mal à s'entendre, y parvinrent, négociant le traité qui mit fin aux 18 années de guerre civile en Angleterre.

### Sous Henri II d'Angleterre

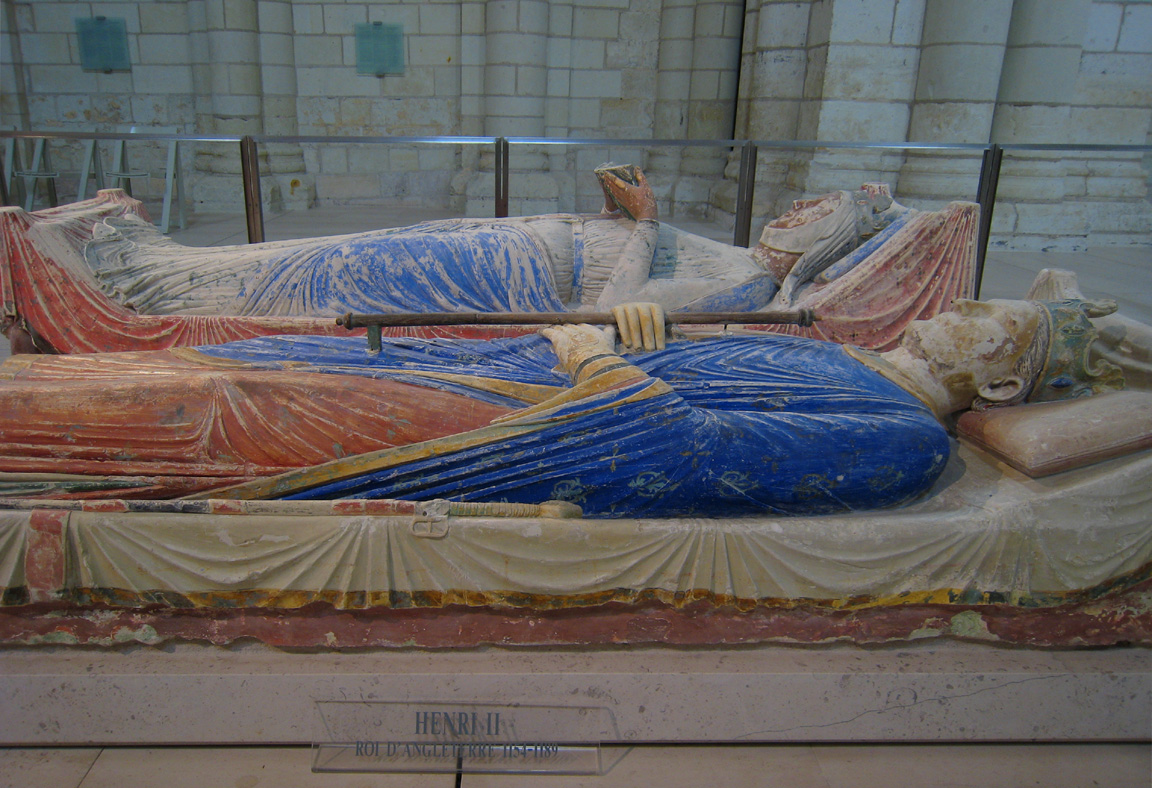
Les tombeaux d'Henri II Plantagenêt et Aliénor d'Aquitaine à l'abbaye de Fontevraud

Thibaut du Bec était présent lors du décès d'Étienne d'Angleterre en octobre 1154, et il est pendant six semaines régent du royaume jusqu'à l'arrivée d'Henri d'Anjou pour prendre sa couronne, ayant peu de difficultés à maintenir la paix. Thibaut du Bec couronne Henri d'Anjou, désormais Henri II d'Angleterre ou Henri II Plantagenêt, et son épouse Aliénor d'Aquitaine le 19 décembre 1154 à Westminster.
Pendant la majeure partie du reste de sa vie Thibaut du Bec fut occupé par les affaires ecclésiastiques de son diocèse, ainsi que la participation à la cour royale, quand Henry II Plantagenêt était présent en Angleterre. En janvier 1155, Thibaut du Bec aida son protégé, Thomas Becket, à obtenir le poste de chancelier, peut-être dans l'espoir d'obtenir plus d'influence auprès du roi par son intermédiaire, mais ce ne fut pas le cas. Bien que le roi et l'archevêque se soient affrontés de temps à autre lorsque leurs intérêts étaient en conflit, les deux semblent avoir voulu minimiser les conflits, faisant les compromis nécessaires pour s'assurer de bonnes relations. À titre d'exemple, lorsque le pape Adrien IV mourut en septembre 1159, deux prétendants au trône pontifical émergèrent. Henri II d'Angleterre, suivant la coutume de son grand-père Henri Ier, interdit aux évêques de se prononcer et c'est lui, après avoir pesé les facteurs politiques, qui reconnut le pape Alexandre III , et c'est seulement après la reconnaissance royale que Thibaut du Bec reconnut à son tour Alexandre III en tant que pape.
Thibaut du Bec réunit un concile à Londres en juin 1160, qui aborda partiellement les questions du schisme papal provoqué par les prétentions au siège papal de Victor IV, antipape. Cependant, sa santé n'était pas bonne et il dut être porté devant le concile dans une litière. Une autre cause de détresse pour Thibaut du Bec fut l'ingratitude de Becket, qui n'alla pas rendre visite à l'archevêque en difficulté.

### Mort et héritage
Thibaut du Bec est décédé le 19 mars 1161 ou 18 avril 1161 après une longue maladie, dans son palais de Cantorbéry. Il fut enterré dans la cathédrale de Cantorbéry, dans la chapelle de la Trinité Sainte, près de la tombe de l'archevêque Lanfranc . En 1180, son cercueil a été ouvert lors de réparations à la cathédrale et son corps a été retrouvé indemne. Les efforts pour obtenir sa canonisation à cause de ce fait n'aboutirent pas. Il fut enterré à nouveau dans la nef près de l'autel de Sainte-Marie, sous son tombeau de vieux marbre. En 1787, son cercueil de plomb fut trouvé dans Cantorbéry.
Bien que la période où Thibaut du Bec fut archevêque de Cantorbéry ait été très troublée, il a réussi à reprendre le contrôle de l'Église d'Angleterre, de garantir les droits de son siège, et aida à maintenir l'unité du royaume. Les contemporains étaient quelque peu divisés sur son efficacité et sa personnalité. Gervais de Cantorbéry a estimé qu'il était trop impétueux. Henri de Huntingdon, qui l'a connu, a estimé qu'il était digne d'un archevêque. En termes de son héritage, il a peut-être souffert parce qu'il a été éclipsé par son successeur, Thomas Becket. Les historiens modernes lui sont plus favorables que ses contemporains, avec l'historien Frank Barlow appelant Thibaut du Bec « un honnête homme, rapide dans ses décisions, mais parfois parlant beaucoup trop imprudemment ».